# Velîka Bezuhlivka, Kozelșciîna
Velîka Bezuhlivka (în ucraineană Велика Безуглівка) este un sat în așezarea urbană Nova Haleșciîna din raionul Kozelșciîna, regiunea Poltava, Ucraina.

## Demografie
Componența lingvistică a localității Velîka Bezuhlivka
     Ucraineană (97,71%)
     Rusă (1,31%)
     Alte limbi (0,33%)
Conform recensământului din 2001, majoritatea populației localității Velîka Bezuhlivka era vorbitoare de ucraineană (97,71%), existând în minoritate și vorbitori de rusă (1,31%).